# Maimbung
Maimbung è una municipalità di quinta classe delle Filippine, situata nella Provincia di Sulu, nella Regione Autonoma nel Mindanao Musulmano.
Maimbung è formata da 27 baranggay:
- Anak Jati
- Bato Ugis
- Bualo Lahi
- Bualo Lipid
- Bulabog
- Duhol Kabbon
- Gulangan
- Ipil
- Kandang
- Kapok-Punggol
- Kulasi
- Labah
- Lagasan Asibih
- Lantong

- Lapa
- Laud Kulasi
- Laum Maimbung
- Lower Tambaking
- Lunggang
- Matatal
- Patao
- Poblacion (Maimbung)
- Ratag Limbon
- Tabu-Bato
- Tandu Patong
- Tubig-Samin
- Upper Tambaking